# Lasztonya, Zala
Lasztonya  este un sat în districtul Letenye, județul Zala, Ungaria, având o populație de 94 de locuitori (2011). 

## Demografie
Componența etnică a satului Lasztonya
     Maghiari (67,44%)
     Romi (32,56%)
Componența confesională a satului Lasztonya
     Romano-catolici (80,85%)
     Fără religie (10,64%)
     Necunoscută (8,51%)
Conform recensământului din 2011, satul Lasztonya avea 94 de locuitori. Din punct de vedere etnic, majoritatea locuitorilor (67,44%) erau maghiari, cu o minoritate de romi (32,56%).  Din punct de vedere confesional, majoritatea locuitorilor (80,85%) erau romano-catolici, cu o minoritate de persoane fără religie (10,64%). Pentru 8,51% din locuitori nu este cunoscută apartenența confesională.